# برتا کولیادو
برتا کولیادو (اسپانیایی: Berta Collado‎؛ زادهٔ ۳ ژوئیهٔ ۱۹۷۹) یک مجری تلویزیون، روزنامه‌نگار، مدل و بازیگر اهل اسپانیا است.
از فیلم‌ها یا مجموعه‌های تلویزیونی که وی در آن‌ها نقش داشته‌است می‌توان به می‌دانم چه کردی (۲۰۱۱–۲۰۰۷) اشاره نمود.